# Margit Szobi
Margit Szobi, född 21 maj 1951, är en ungersk bågskytt. Hon deltog vid olympiska sommarspelen 1980.